# Amir Ochana
Amir Ochana (hebrejsky אמיר אוחנה‎‎, * 15. března 1976) je izraelský politik, od roku 2015 poslanec Knesetu za stranu Likud. Byl ministr spravedlnosti (2019–2020) a ministr vnitřní bezpečnosti (2020–2021). Je historicky první otevřeně homosexuální poslanec Knesetu za pravicovou stranu.

## Biografie
Pochází z města Rišon le-Cijon. Sloužil v izraelské armádě, kde dosáhl důstojnické hodnosti. Je záložním majorem. Sloužil u zpravodajské služby Šin Bet. Profesí je právníkem, advokátem. Žije v Tel Avivu a se svým partnerem vychovávají dvě děti.
Ve volbách roku 2015 neúspěšně kandidoval za stranu Likud do Knesetu. Poslancem izraelského parlamentu se stal až dodatečně 27. prosince 2015 jako náhradník poté, co se mandátu vzdal Silvan Šalom, kvůli sexuálnímu skandálu.
Je historicky prvním otevřeně homosexuálním poslancem izraelského parlamentu za pravicovou stranu. Předsedá LGBT skupině strany Likud. V poslanecké práci se hodlal zaměřit na podporu práv homosexuálů.
Poslanecký slib složil a první parlamentní řeč pronesl 28. prosince 2015, přičemž ultraortodoxní poslanci se během jeho vystoupení vzdálili ze zasedací místnosti. Zdroj ze strany Sjednocený judaismus Tóry (která přitom je koaličním partnerem Ochanova domovského Likudu), citovaný izraelským tiskem, uvedl, že ultraortodoxní Židé budou Ochanu ignorovat. Ve svém poslaneckém projevu se Amir Ochana označil za člověka mnoha identit. Prohlásil, že „když lidé křičí 'Smrt Židům', tak jsem hlavně Židem (...) Když nás střílejí, bojkotují, označují a vyhánějí, tak jsem osadníkem. Když se snaží setřít naši kulturu, umenšit ji a ignorovat, jsem mizrachi. Když osočují vojáky izraelské armády a bezpečnostní složky, jsem vojákem (...) Když vnější vzhled člověka je považován za dostatečný důvod proto ho nenávidět, odpírat mu bydlení a zaměstnání, tak jsem charedi, který se nebojí (...).“ Na závěr dodal, zčásti arabsky: „A když je upáleno dítě se svými příbuznými, zatraceně, jsem s tebou kamaráde.“ A pak tuto pasáž zakončil s tím, že „když je mladá dívka ubodána na přehlídce lásky a tolerance, tak jsem gay.“